# Aktív ciklusidő
Az aktív ciklusidő az az időtartam, amikor egy eszköz vagy folyamat működésének egy periódusa alatt aktív állapotban van.
A kitöltési tényező az aktív állapot időtartama a működés ciklusideje arányában.
A periodikus működésű eszközök és folyamatok ciklusideje két részből áll: aktív és passzív részből. Az aktív ciklusidő fogalmát gyakran használják elektronikus készülékeknél.
Például egy elektronikus készüléknél a 60% aktív ciklusidő azt jelentheti, hogy a készülék egy adott periódusidő alatt 60%-ban működik, és 40%-ban készenléti állapotban van. Az aktív ciklusidő nagyságrendje a vizsgált készülék periódusidejétől függ, lehet másodperc, óra, vagy akár nap nagyságrendű is.
A nem periodikus működésű készülékek esetén nem értelmezhető az aktív ciklusidő.
Az angol szakirodalomban az aktív ciklusidő: duty cycle

## Definíció
Az aktív ciklus (D) arányként is definiálható, egy négyszög alakú impulzus időtartama ({\displaystyle \tau }) és a teljes periódusideje ({\displaystyle \mathrm {T} }) között.

D változása az impulzusszélesség függvényében

{\displaystyle D={\frac {\tau }{\mathrm {T} }}\,}
Ahol
{\displaystyle \tau }  amikor a függvény aktív
{\displaystyle \mathrm {T} }  a függvény periódusideje.

## Példák

### Elektronikus és digitális jelek
Egy ideális négyszögimpulzus aktív ciklusidő aránya az impulzus aktív időtartama osztva az impulzusperiódus idejével. Például egy 1 μs hosszúságú impulzus esetén, ahol a periódusidő 4 μs, az aktív ciklus 25%. Általában pozitív impulzussal számolnak, de negatív impulzusra is alkalmazható az aktív ciklus fogalma. Egy nem négyszög alakú hullám esetén, mint például a szinuszhullám, az aktív ciklus akkor van, amikor a hullám értéke 0 felett van.

### Elektromos készülékek
Egy elektromos motor tipikusan kevesebb időt dolgozik, mint a ciklus 100%-a. Például, ha egy motor 100 másodpercből 1 másodpercet forog, akkor az aktív ciklusideje 1% (1/100).
Elektronikus zenénél, a szintetizátor változtatja az audiofrekvenciás oszcillátora aktív ciklusát a hangszín finom hangolása érdekében. Ezt a technikát impulzusszélesség-modulációként (PWM) ismerik.
A nyomtató/másolóknál az aktív ciklus specifikáció a nyomtatási/másolási sebességre utal (például napi vagy óránkénti viszonylatban).
Egy hegesztőkészülék tápegysége esetében az aktív ciklus definíciója annak a százaléka, hogy 10 perc alatt mennyit képes működni túlhevülés nélkül.

### Biológiai rendszerek
Itt is használják az aktív ciklus fogalmát. Például ezzel lehet leírni az izomkötegek és a neuronok aktivitását. Egy neurális hálózatban az aktív ciklus arra utal, hogy milyen arányban marad aktív egy neuron a periódus alatt. 